# José Patrocinio Jiménez
José Patrocinio Jiménez  (Ramiriquí, 17 januari 1952) is een voormalig Colombiaans wielrenner. Hoewel al op leeftijd, behoorde hij tot de eerste generatie Colombianen waar Europa mee kennismaakte in de jaren '80. Als amateur was hij redelijk succesvol in eigen land en won hij tevens de hoog aangeschreven Coors Classic. Op 31-jarige leeftijd maakte hij zijn debuut in de Tour de France en eindigde als 2e in het bergklassement.

## Belangrijkste overwinningen
1976
- Etappe Ronde van Colombia
- Eindklassement Ronde van Colombia
- Etappe Clásico RCN
- Eindklassement Clásico RCN

1979
- Etappe Ronde van Colombia

1980
- Etappe Ronde van de Toekomst

1981
- Etappe Ronde van Colombia
- Etappe Ronde van de Toekomst

1982
- Eindklassement Coors Classic
- Etappe Clásico RCN

## Belangrijkste ereplaatsen
1980
- 6e Eindklassement Ronde van de Toekomst

1981
- 3e Eindklassement Ronde van de Toekomst

## Resultaten in voornaamste wedstrijden
| Jaar | Ronde van Italië | Ronde van Frankrijk | Ronde van Spanje |
| ---- | ---------------- | ------------------- | ---------------- |
| 1983 |                  | 17e                 |                  |
| 1984 |                  | 15e                 | 7e               |
| 1985 |                  |                     |                  |
| 1986 |                  | 21e                 | 32e              |
| 1987 |                  |                     | 16e              |
| 1988 |                  | 51e                 |                  |

| Jaar |  | WK op de weg |
| ---- |  | ------------ |
| 1984 |  | 25e          |